# Theisita
La theisita és un mineral de la classe dels arsenats. Va ser descoberta l'any 1980 a les prospeccions de Tuckerville, Comtat de Hinsdale, Colorado, Estats Units, i rep el seu nom del geòleg Nicholas J. Theis, qui va proporcionar els primers espècimens.

## Característiques
La theisita és un arsenat de coure i zinc, amb fórmula Cu₅Zn₅(AsO₄,SbO₄)₂(OH)14. La seva duresa a l'escala de Mohs és d'1,5, sent un mineral molt tou. És visualment idèntica a la tirolita, i probablement és una espècie idèntica a la geneveïta. La seva estructura cristal·lina és desconeguda. A diferència de la fórmula suggerida en la publicació original, l'antimoni és present probablement en coordinació octaèdrica amb els grups Sb(OH)₆ o Sb(H₂O)₆.
Segons la classificació de Nickel-Strunz, la theisita pertany a «08.BE: Fosfats, etc. amb anions addicionals, sense H₂O, només amb cations de mida mitjana, (OH, etc.):RO₄ > 2:1» juntament amb els següents minerals: augelita, grattarolaita, cornetita, clinoclasa, arhbarita, gilmarita, allactita, flinkita, raadeita, argandita, clorofoenicita, magnesioclorofoenicita, gerdtremmelita, dixenita, hematolita, kraisslita, mcgovernita, arakiita, turtmannita, carlfrancisita, synadelfita, holdenita, kolicita, sabelliita, jarosewichita, coparsita i waterhouseita.

## Formació i jaciments
És un rar mineral secundari que es troba en dipòsits fahlore, i en marbre dolomític. Sol trobar-se associada a altres minerals com: cuprita, malaquita, atzurita, kolwezita, partzita, parnauita, anglesita, cerussita, tenorita, adamita, hemimorfita, crisocol·la, zeunerita, duftita, cinabri, tetraedrita i fluorita.
Als territoris de parla catalana ha estat descrita a la mina de Les Ferreres (Camprodon, Ripollès) i a la mina La Amorosa (Vilafermosa, Alt Millars).